# Mohamed Amin Didi
Mohamed Amin Didi, właśc. Al Ameer Mohamed Amin Dhoshimeynaa Kilegefaanu (malediw. އަލްއަމީރު މުހައްމަދު އަމީން ދޮށިމޭނާ ކިލެގެފާނު) (ur. 20 lipca 1910, zm. 19 stycznia 1954 na wyspie Vihamanaafushi) – polityk malediwski, pierwszy prezydent kraju od 1 stycznia do 21 sierpnia 1953 (tzw. Pierwsza Republika).